# Taj Pul
Taj Pul è una suddivisione dell'India, classificata come census town, di 58.220 abitanti, situata nel distretto di Delhi Sud, nello territorio federato di Delhi. In base al numero di abitanti la città rientra nella classe II (da 50.000 a 99.999 persone).

## Società

### Evoluzione demografica
Al censimento del 2001 la popolazione di Taj Pul assommava a 58.220 persone, delle quali 32.493 maschi e 25.727 femmine. I bambini di età inferiore o uguale ai sei anni assommavano a 10.109, dei quali 5.432 maschi e 4.677 femmine. Infine, coloro che erano in grado di saper almeno leggere e scrivere erano 40.219, dei quali 25.031 maschi e 15.188 femmine.